# إدوين ميس
إدوين ميس الثالث (بالإنجليزية: Edwin Meese)‏ (ولد في 2 ديسمبر 1931) هو محامي أمريكي وأستاذ قانون ومؤلف وعضو في الحزب الجمهوري خدم بصفته الرسمية في إدارة رونالد ريغان في حكم كاليفورنيا (1967-1974)، وفريق ريغان الرئاسي الانتقالي (1980) وفي رئاسة ريغان (1981-1985)، وشغل منصب النائب العام الخامس والسبعين للولايات المتحدة (1985-1988).
وهو يخمل حاليا زمالة ورئاسة العديد من مجالس السياسات العامة ومراكز الفكر، بما في ذلك مشروع الدستور ومؤسسة التراث . وهو أيضا زميل زائر في مؤسسة هوفر داخل جامعة ستانفورد. وهو حاليا عضو في المجلس الاستشاري الوطني لمركز التجديد الحضري والتعليم. وهو عضو في مجلس إدارة الجمعية الاتحادية للدراسات القانونية والسياسات العامة. وقد خدم في مجلس إدارة شركة كورنرستون لرأس المال المغلق.

## التعليم
تعلم في جامعة ييل.

## روابط خارجية
- إدوين ميس على موقع IMDb (الإنجليزية)
- إدوين ميس على موقع مونزينجر (الألمانية)
- إدوين ميس على موقع إن إن دي بي (الإنجليزية)